# Stefan de Vrij
Stefan de Vrij (sinh ngày 5 tháng 2 năm 1992) là một cầu thủ bóng đá chuyên nghiệp người Hà Lan hiện đang thi đấu ở vị trí trung vệ cho câu lạc bộ Serie A Inter Milan và đội tuyển bóng đá quốc gia Hà Lan.

## Sự nghiệp câu lạc bộ

### Các đội trẻ
De Vrij lớn lên tại Ouderkerk aan den IJssel, miền nam Hà Lan. Anh khởi nghiệp tại câu lạc bộ địa phương VV Spirit ở vị trí tiền vệ, nơi cha anh là ông Jan de Vrij từng thi đấu, và thi đấu ở đây năm mùa bóng. Đến năm 10 tuổi, anh đến học viện đào tạo trẻ của Feyenoord Rotterdam và bắt đầu thi đấu ở vị trí hậu vệ. sau khi thi đấu cho đội U-15 Feyenoord, De Vrij đã được đưa thẳng lên đội U-17 mà không cần thi đấu cho đội U-16.

### Feyenoord
Vào tháng 6 năm 2009 khi 17 tuổi, De Vrij ký hợp đồng thi đấu chuyên nghiệp với Feyenoord. Anh có trận đấu đầu tiên cho đội một Feyenoord trong trận đấu tại Cúp KNVB với Harkemase Boys vào tháng 9 năm 2009 và có trận đấu đầu tiên tại Giải vô địch bóng đá Hà Lan (Eredivisie) chỉ vài ngày sau đó với Groningen. Trong giai đoạn còn lại của mùa giải 2009-10, anh được huấn luyện viên Mario Been đưa vào đội hình chính và đã được thi đấu 17 trận tại Eredivisie.
Trong mùa giải 2010-11, De Vrij chuyển từ vị trí hậu vệ cánh phải sang đá cặp trung vệ với đội trưởng Ron Vlaar. Sau khi Ron Vlaar đến Aston Villa vào mùa hè năm 2012, De Vrij trở thành đội trưởng của Feyenoord từ tháng 8 cùng năm. Tháng 5 năm 2013, anh gia hạn hợp đồng với Feyenoord đến năm 2015. Tuy nhiên đến tháng 10 năm 2013, anh đã bị huấn luyện viên Ronald Koeman tước băng đội trưởng Feyenoord và trao lại cho Graziano Pelle, vị trí đội phó thuộc về Jordy Clasie.

### Lazio
Ngày 30 tháng 7 năm 2014, De Vrij chuyển sang câu lạc bộ Lazio tại Serie A với phí chuyển nhượng không được tiết lộ. Anh có trận đấu ra mắt câu lạc bộ mới vào ngày 24 tháng 8 trong trận đấu vòng ba Coppa Italia và ghi được một bàn thắng trong thắng lợi 7–0 trước đội hạng dưới Bassano Virtus. Một tuần sau đó, anh có trận đấu đầu tiên tại Serie A nhưng không được như ý khi Lazio đã để thua A.C. Milan 1-3.

## Sự nghiệp đội tuyển quốc gia
De Vrij có trận đấu đầu tiên cho đội tuyển U-16 Hà Lan vào năm 2007. Sau đó, anh được gọi vào đội tuyển U-17 Hà Lan tham dự Giải vô địch bóng đá U-17 châu Âu năm 2009, giải đấu mà U-17 Hà Lan đã lọt vào đến trận chung kết và để thua U-17 Đức 1-2 sau 120 phút thi đấu.
Ngày 7 tháng 5 năm 2012, De Vrij được đưa vào danh sách 36 cầu thủ Hà Lan triệu tập sơ bộ cho Euro 2012 bởi huấn luyện viên Bert van Marwijk. Tuy nhiên anh đã không có tên trong danh sách 23 cầu thủ sau cùng. Ngày 15 tháng 8 năm 2012, De Vrij có trận đấu đầu tiên cho Đội tuyển bóng đá quốc gia Hà Lan trong trận giao hữu thua Bỉ 4-2.
Anh là một trong bốn hậu hậu vệ của Feyenood được huấn luyện viên Louis van Gaal triệu tập tham dự World Cup 2014 tại Brasil. Trong trận đấu đầu tiên của Hà Lan tại giải đấu với Tây Ban Nha vào ngày 13 tháng 6, trọng tài đã cho Tây Ban Nha được hưởng phạt đền khi nhận định tiền đạo Diego Costa đã bị De Vrij phạm lỗi trong vòng cấm. Tuy nhiên pha quay chậm lại cho thấy chính De Vrij đã bị Costa dẫm lên chân. Xabi Alonso từ quả phạt đền đó đã ghi bàn mở tỉ số cho Tây Ban Nha. Tuy nhiên kết thúc trận đấu, đội tuyển Hà Lan đã lội ngược dòng thành công với chiến thắng 5-1, trong đó chính De Vrij là người đã ghi bàn thắng nâng tỉ số lên 3-1, đây cũng đồng thời là bàn thắng đầu tiên của anh cho đội tuyển quốc gia. Anh đã cùng đội tuyển Hà Lan giành vị trí hạng ba chung cuộc tại World Cup 2014 và cá nhân anh được FIFA chọn vào đội hình 11 cầu thủ tiêu biểu của giải đấu.
Trong trận đấu đầu tiên của đội tuyển Hà Lan tại vòng loại Giải vô địch bóng đá châu Âu 2016 với Cộng hòa Séc vào ngày 9 tháng 9 năm 2014, De Vrij là người gỡ hòa 1-1 cho Hà Lan từ đường chuyền của Daley Blind nhưng chung cuộc Hà Lan đã bất ngờ để thua Cộng hòa Séc 2–1. Vì vậy, Hà Lan không thể có mặt tại Euro 2016 do chỉ xếp thứ tư chung cuộc với 13 điểm, 4 trận thắng, 1 trận hòa và 5 trận thua.

## Thống kê sự nghiệp

### Câu lạc bộ
| Câu lạc bộ          | Câu lạc bộ          | Câu lạc bộ          | Giải vô địch quốc gia | Giải vô địch quốc gia | Cúp quốc gia | Cúp quốc gia | Châu Âu  | Châu Âu   | Khác    | Khác      | Tổng cộng | Tổng cộng |
| Mùa bóng            | Câu lạc bộ          | Giải đấu            | Số trận               | Bàn thắng             | Số trận      | Bàn thắng    | Số trận  | Bàn thắng | Số trận | Bàn thắng | Số trận   | Bàn thắng |
| Hà Lan              | Hà Lan              | Hà Lan              | Eredivisie            | Eredivisie            | Cúp KNVB     | Cúp KNVB     | Châu Âu1 | Châu Âu1  | Khác    | Khác      | Tổng cộng | Tổng cộng |
| ------------------- | ------------------- | ------------------- | --------------------- | --------------------- | ------------ | ------------ | -------- | --------- | ------- | --------- | --------- | --------- |
| 2009–10             | Feyenoord           | Eredivisie          | 17                    | 1                     | 5            | 0            | —        | —         | —       | —         | 22        | 1         |
| 2010–11             | Feyenoord           | Eredivisie          | 30                    | 1                     | 1            | 0            | 2        | 0         | —       | —         | 33        | 1         |
| 2011–12             | Feyenoord           | Eredivisie          | 30                    | 1                     | 2            | 0            | —        | —         | —       | —         | 32        | 1         |
| 2012–13             | Feyenoord           | Eredivisie          | 26                    | 0                     | 3            | 0            | 3        | 0         | —       | —         | 32        | 0         |
| 2013–14             | Feyenoord           | Eredivisie          | 32                    | 4                     | 1            | 0            | 2        | 0         | —       | —         | 35        | 4         |
| Tổng cộng           | Tổng cộng           | Tổng cộng           | 135                   | 7                     | 12           | 0            | 7        | 0         | —       | —         | 154       | 7         |
| Ý                   | Ý                   | Ý                   | Serie A               | Serie A               | Coppa Italia | Coppa Italia | Châu Âu  | Châu Âu   | Khác    | Khác      | Tổng cộng | Tổng cộng |
| 2014–15             | Lazio               | Serie A             | 30                    | 0                     | 5            | 1            | —        | —         | —       | —         | 35        | 1         |
| 2015–16             | Lazio               | Serie A             | 2                     | 0                     | 0            | 0            | 2        | 0         | 1       | 0         | 5         | 0         |
| 2016–17             | Lazio               | Serie A             | 27                    | 2                     | 4            | 0            | —        | —         | —       | —         | 31        | 2         |
| 2017–18             | Lazio               | Serie A             | 36                    | 6                     | 3            | 0            | 7        | 1         | 1       | 0         | 47        | 7         |
| Tổng cộng           | Tổng cộng           | Tổng cộng           | 95                    | 8                     | 12           | 1            | 9        | 1         | 2       | 0         | 118       | 10        |
| 2018–19             | Internazionale      | Serie A             | 28                    | 2                     | 0            | 0            | 8        | 0         | —       | —         | 36        | 2         |
| 2019–20             | Internazionale      | Serie A             | 34                    | 4                     | 2            | 0            | 10       | 0         | —       | —         | 46        | 4         |
| 2020–21             | Internazionale      | Serie A             | 32                    | 1                     | 4            | 0            | 6        | 0         | —       | —         | 42        | 1         |
| 2021–22             | Internazionale      | Serie A             | 30                    | 0                     | 4            | 0            | 6        | 1         | 1       | 0         | 41        | 1         |
| 2022–23             | Internazionale      | Serie A             | 27                    | 1                     | 3            | 0            | 7        | 0         | 1       | 0         | 38        | 1         |
| 2023–24             | Internazionale      | Serie A             | 25                    | 1                     | 0            | 0            | 6        | 0         | 2       | 0         | 33        | 1         |
| Tổng cộng           | Tổng cộng           | Tổng cộng           | 176                   | 9                     | 13           | 0            | 43       | 1         | 4       | 0         | 236       | 10        |
| Tổng cộng sự nghiệp | Tổng cộng sự nghiệp | Tổng cộng sự nghiệp | 406                   | 24                    | 37           | 1            | 59       | 2         | 6       | 0         | 508       | 27        |

Cập nhật: 10 tháng 5 năm 2024.

### Đội tuyển quốc gia
Tính đến ngày 10 tháng 7 năm 2024.
| Đội tuyển quốc gia Hà Lan | Đội tuyển quốc gia Hà Lan | Đội tuyển quốc gia Hà Lan |
| Năm                       | Số trận                   | Bàn thắng                 |
| ------------------------- | ------------------------- | ------------------------- |
| 2012                      | 2                         | 0                         |
| 2013                      | 7                         | 0                         |
| 2014                      | 16                        | 2                         |
| 2015                      | 5                         | 1                         |
| 2016                      | 0                         | 0                         |
| 2017                      | 3                         | 0                         |
| 2018                      | 4                         | 0                         |
| 2019                      | 0                         | 0                         |
| 2020                      | 6                         | 0                         |
| 2021                      | 12                        | 0                         |
| 2022                      | 4                         | 0                         |
| 2023                      | 3                         | 0                         |
| 2024                      | 8                         | 1                         |
| Tổng cộng                 | 70                        | 4                         |

### Bàn thắng cho đội tuyển quốc gia
| #  | Ngày                | Địa điểm                             | Đối thủ     | Bàn thắng | Kết quả | Giải đấu                 |
| -- | ------------------- | ------------------------------------ | ----------- | --------- | ------- | ------------------------ |
| 1. | 13 tháng 6 năm 2014 | Arena Fonte Nova, Salvador, Brasil   | Tây Ban Nha | 3–1       | 5–1     | FIFA World Cup 2014      |
| 2. | 9 tháng 9 năm 2014  | Generali Arena, Prague, Cộng hòa Séc | Séc         | 1–1       | 1–2     | Vòng loại UEFA Euro 2016 |
| 3. | 31 tháng 3 năm 2015 | Amsterdam ArenA, Amsterdam, Hà Lan   | Tây Ban Nha | 1–0       | 2–0     | Giao hữu                 |
| 4. | 6 tháng 7 năm 2024  | Olympiastadion, Berlin, Đức          | Thổ Nhĩ Kỳ  | 1–1       | 2–1     | UEFA Euro 2024           |

## Danh hiệu

### Câu lạc bộ

#### Lazio
- Supercoppa Italiana: 2017

#### Inter Milan
- Serie A: 2020–21, 2023–24[20]
- Coppa Italia: 2021–22, 2022–23
- Supercoppa Italiana: 2021, 2022, 2023

### Cá nhân
- Tài năng thể thao Thorbecke: 2009[21]